# William Barrett (football)
Pour les articles homonymes, voir William Barrett (homonymie).
William Barrett, surnommé « Bill », né le 17 avril 1901 à Poplar (Royaume-Uni), est un joueur de football anglais. 
Évoluant au poste de demi centre puis d'avant centre, il fait carrière en France dans les années 1920 et 1930.

## Carrière
William Frederick Barrett nait à Poplar, un quartier de Londres en Angleterre,. Barrett arrive vraisemblablement en France, au FC Sète, au début de l'année 1926. Il viendrait de Leytonstone (en),, un club amateur basé dans la banlieue de Londres, et aurait joué auparavant au club de Tower Hamlets et à Fulham. Il pratique la boxe à Londres. 
Au poste de demi centre, Barrett brille notamment par sa puissance, son activité et la puissance de ses tirs. En 1928, il est nommé capitaine du club sétois à la suite de Jacques Mairesse. Il se marie à cette époque en Angleterre. En 1929, il dispute avec le club sétois la finale de la Coupe de France, mais son équipe s'incline face à Montpellier. Il est sur cette période appelé en sélection des étrangers du Sud-Est. 
À l'été 1929, il rentre en Angleterre, où il joue un temps pour un club local. Quand il revient quelques mois plus tard en France, le FC Sète lui a trouvé un remplaçant. Barrett s'accorde avec l'AS Cannes pour y poursuivre sa carrière de joueur, mais sa situation avec le club sétois n'étant pas régularisée, sa licence est bloquée et il ne peut pas disputer de match officiel. 
En juin 1930, alors qu'il semble finalement ne pas avoir pu jouer avec le club cannois, il signe à l'Olympique lillois,. L'hiver venu, il s'y reconvertit au poste d'avant centre pour dépanner, mais y connaît finalement une réussite inattendue,. En 1932, il adopte le nouveau statut professionnel introduit en France. Barrett est sous le maillot lillois un acteur important de la première édition du championnat de France, dont il est l'un des meilleurs buteurs avec neuf réalisations ; et ce malgré une suspension de deux mois au milieu de la saison, consécutive à une bagarre sur le terrain de l'Olympique de Marseille. Il brille en particulier pendant la finale, dont il ouvre le score, remportée par son équipe contre l'AS Cannes (4-3),,,. 
En conflit avec la direction lilloise, il n'est cependant pas conservé par le club pendant l'intersaison. Il signe au Racing Club de Roubaix, qui se lance à son tour dans le professionnalisme et a été accepté dans la nouvelle deuxième division. Son équipe ne parvient pas à se joindre à la lutte pour la promotion en première division, mais il contribue à sa qualification en demi-finale de Coupe de France, après une victoire notamment face au FC Rouen en quart de finale (3-2). Barrett se blesse cependant assez sérieusement au printemps 1934 et ne peut jouer la demi-finale contre Marseille. Le RC Roubaix le libère en fin de saison, mais il resigne finalement pour la saison suivante. Il joue apparemment son dernier match avec l'équipe première en décembre 1934 en Coupe de France contre l'ES Bully.
Il est indiqué dans la presse française en 1939 qu'il est reparti vivre en Angleterre.

## Palmarès
- Champion de France (Olympique lillois) : 1933
- Finaliste de la Coupe de France (FC Sète) : 1929

## Liens
- Ressource relative au sport :   - FootballDatabase